# Elacatinus multifasciatus
Elacatinus multifasciatus es una especie de peces de la familia de los Gobiidae en el orden de los Perciformes.

## Morfología
Los machos pueden llegar a alcanzar los 5 cm de longitud total.

## Distribución geográfica
Se encuentra desde las Bahamas y  América Central hasta el norte de Sudamérica.

## Observaciones
Es inofensivo para los humanos.